# 시미즈 메가시티 피라미드
시미즈 TRY 2004 메가시티 피라미드(일본어: 清水TRY-2004メガシティピラミッド)는 일본 도쿄만에 피라미드 형태의 마천루를 건설하는 시미즈건설주식회사(일본어: 清水建設株式会社)의 구상이다. 시미즈 메가시티 피라미드는 1,000,000 명을 수용할 수 있다. 높이는 2,004 미터로, 기자의 대피라미드 형태의 트러스가 5층으로 쌓인 구조이다. 시미즈 메가시티 피라미드는 일본 수도권의 인구를 일부나마 수용함으로써 도쿄의 토지 부족을 해소할 수 있을 것으로 전망된다.
시미즈 메가시티 피라미드는 막대한 하중으로 인해 현재의 일반적인 건축자재로는 건설될 수 없다. 이 구상은 현재 연구가 진행중인 탄소 나노튜브 기반의 초경량 견고 자재가 미래에 개발되느냐에 달려있다. 현재까지 구체적인 행동이 취해진 바는 없다. 시미즈건설주식회사는 2110년까지 세계 최대의 인공 구조물을 완공하는 것을 목표로 구상을 추진하고있다.

## 자재와 건설
시미즈 메가시티 피라미드의 기초는 특수 콘크리트로 제작된 36개의 기둥으로 구성된다.
일본 열도에는 환태평양 조산대상의 활성 단층이 지나가기 때문에, 시미즈 메가시티 피라미드의 외장 구조는 탄소 나노튜브로 제작되는 속이 빈 거대 트러스로 구성되어 강풍, 지진과 해일이 속을 지나가게 한다. 트러스의 외부에는 태양 전지가 설치되어 태양광을 통해 발전을 한다. 시미즈 메가시티 피라미드는 에너지 공급에 조류도 이용하게 된다.
시미즈 메가시티 피라미드의 건설과 유지보수에는 로봇공학이 주요한 역할을 하도록 계획되어있다.

## 내부 이동과 시설
시미즈 메가시티 피라미드에서는 트러스 내부의 자동화된 무빙워크, 경사형 엘리베이터, 개인 고속 수송 시스템을 통해 이동하게 된다.
주거와 사무 공간은 시미즈 메가시티 피라미드의 트러스에 탄소 나노튜브 케이블으로 고정되는 2-30층 규모의 건물들을 통해 제공된다.

## 같이 보기
- 메가시티
- 생태건축학
- X-Seed 4000